# Jennifer Colino Guerra
Jennifer Colino Guerra (Torrevella, Alacant, 17 d'octubre de 1985) és una entrenadora de gimnàstica rítmica i exgimnasta valenciana. L'any 2003 i 2004 va ser campiona d'Espanya en categoria d'honor i posteriorment ha actuat com a tècnic en la federació esportiva de Xile.
L'any 2004 la Federació Espanyola de Gimnàstica va decidir que, atès que hi havia una única plaça per a eixa modalitat als Jocs Olímpics d'Estiu de 2004, Jennifer Colino i Almudena Cid Tostado haurien de competir l'una contra l'altra per a resoldre l'escollida. Després d'una lluita caïnita entre ambdues i alimentada per l'opinió pública, Cid va obtenir la polèmica plaça i Colino va amenaçar de competir-hi amb una altra federació.